# 11039 Raynal
11039 Raynal eller 1989 GH2 är en asteroid i huvudbältet som upptäcktes den 3 april 1989 av den belgiske astronomen Eric W. Elst vid La Silla-observatoriet. Den är uppkallad efter den franske skribenten Guillaume-Thomas Raynal.
Asteroiden har en diameter på ungefär 6 kilometer och den tillhör asteroidgruppen Koronis.